# Platanthera hyperborea
Espèce
Statut de conservation UICN

 LC (2017) : Préoccupation mineure
Platanthera hyperborea — nom vernaculaire : orchidée verte du nord, — est une espèce de plantes à fleurs appartenant à la famille des orchidées.
Elle est essentiellement distribuée au Groenland, en Islande et sur l'île Akimiski, au Canada,. Cette platanthère nordique fait partie de la section des Limonorchis.

## Dénomination

### Étymologie
Hyperborea, le terme spécifique du nom scientifique de l'orchidée, est formé du préfixe hyper, signifiant « au-delà » ou « au-dessus » et de borea, signifiant « du nord ». Le terme spécifique de l'espèce suppose qu'elle pousse au-delà du nord, autrement dit dans la région arctique.

### Synonymes
Platanthera hyperborea possède 4 synonymes homotypiques — Orchis hyperborea L. (Mant, en 1767) ;
Habenaria hyperborea (L.) (R.Br., en 1813) ; et Gymnadenia hyperborea (L.) (Link, en 1829) ; Limnorchis hyperborea (L.) (Rydb., en 1900) —, ainsi que 9 synonymes hétérotypiques — Orchis koenigii (Gunnerus, en 1776) ; Orchis acuta (Banks et Pursh, en 1813) ; Habenaria borealis (Cham., en 1828) ; Platanthera koenigii (Gunnerus) (Lindl, en 1835) ; Platanthera borealis (Cham.), (Rchb.f., en 1851) ; Platanthera hyperborea var. minor (Lange, en 1880) ; Limnorchis borealis (Cham.) (Rydb., en 1901) ; Limnorchis brachypetala, (Britton et Rydb., en 1901) ; et Habenaria dilatata var. borealis (Cham.) (Muenscher, en 1941).

## Description
Platanthera hyperborea atteint une hauteur variant entre 7 et 35 cm. Les feuilles de cette plante herbacée, aux formes elliptiques et oblongues, ont une longueur comprise entre 3 et 14 cm et une largeur allant de 0,4 à 4 cm.
Les pièces florales de l'orchidée sont caractérisées par un phénomène de résupination peu marqué mais parfois observable,. Le labelle, de forme ovale, se déploie sur une longueur moyenne de 4 à 5,5 mm (avec un maximum de 6 mm) et une largeur de 2 à 2,5 mm (avec un minimum de 1,5 mm). Les sépales, effilés au niveau de l'apex caulinaire, mesurent entre 4 et 6 mm de long. L'éperon présente un aspect claviforme. Les contours des bractées sont dentelés. Le diamètre de l'ovaire mesure la plupart du temps entre 6 et 10 mm.
Les fleurs se développent aux mois de juillet et août.

## Biologie
Cette plante à fleur est essentiellement autogame,,. L'espèce peut cependant parfois présenter un profil reproductif de type entogame,. Plantathera hyperborea est polyploïde et les cellules de son albumen contiennent 2n = 84 chromosomes,,.

## Aire de répartition et habitat
Platanthera hyperborea est principalement distribuée sur les côtes du Groenland — dont le sud de la baie de Disko et la région d'Ammassalik — et de l'Islande. L'orchidée verte du nord est également recensée sur l'île Akimiski, dans le territoire fédéral canadien du Nunavut,. Des individus appartenant à l'espèce auraient été observés dans le Manitoba et en Alaska,,. Toutefois ses observations sont à nuancer puisqu'elles résulteraient d'une confusion avec platanthera huronensis et platanthera aquilonis, platanthera hyperborea se révélant phylogénétiquement proche de ces deux espèces, lesquelles font partie du même groupe — celui des limnorchis,,. Elle est présente à une altitude moyenne de 0 m et sous un climat de toundra humide. 
L'espèce niche au sein d'habitats de niveaux d'humidité xérique à mésique et parfois hydrique. Les sites dans lesquels se développe platanthera hyperborea sont généralement de type rocheux.

## Pour approfondir